# Lucy Cavendish
Pour les articles homonymes, voir Cavendish.
Lucy Caroline Cavendish, née Lyttelton le 5 septembre 1841 à Hagley (Worcestershire) et morte le 22 avril 1925 à Penshurst (Kent), est une pionnière de l'éducation des femmes. Elle a consacré une grande partie de son temps à la cause de l'éducation des filles et des femmes. En 1965, l'université de Cambridge donne son nom au premier collège postuniversitaire pour femmes, le Lucy Cavendish College.

## Biographie
Lucy Lyttelton naît à Hagley Hall dans le Worcestershire, la deuxième fille de George Lyttelton, 4e baron Lyttelton et de son épouse Mary Glynne, dont la sœur, Catherine Gladstone, est l'épouse de William Ewart Gladstone. En 1863, elle est brièvement demoiselle d'honneur de la reine Victoria,  jusqu'à son mariage l'année suivante. 
Le 7 juin 1864, elle épouse Frederick Cavendish, le deuxième fils du duc de Devonshire. Ils n'ont pas d'enfants. Cavendish est élu au Parlement en 1865. Frederick Cavendish est assassiné par des membres des Irish National Invincibles, dissidents du Irish Republican Brotherhood, lors des meurtres de Phoenix Park (en) le 6 mai 1882, le jour même où il prête serment comme secrétaire en chef pour l'Irlande. Lucy Cavendish est attentive à pardonner le meneur, auquel elle fait parvenir un petit crucifix en or la veille de son exécution. Elle reste à titre personnel partisane du Home Rule, alors que le vote de cette loi est compromis par les assassinats. 

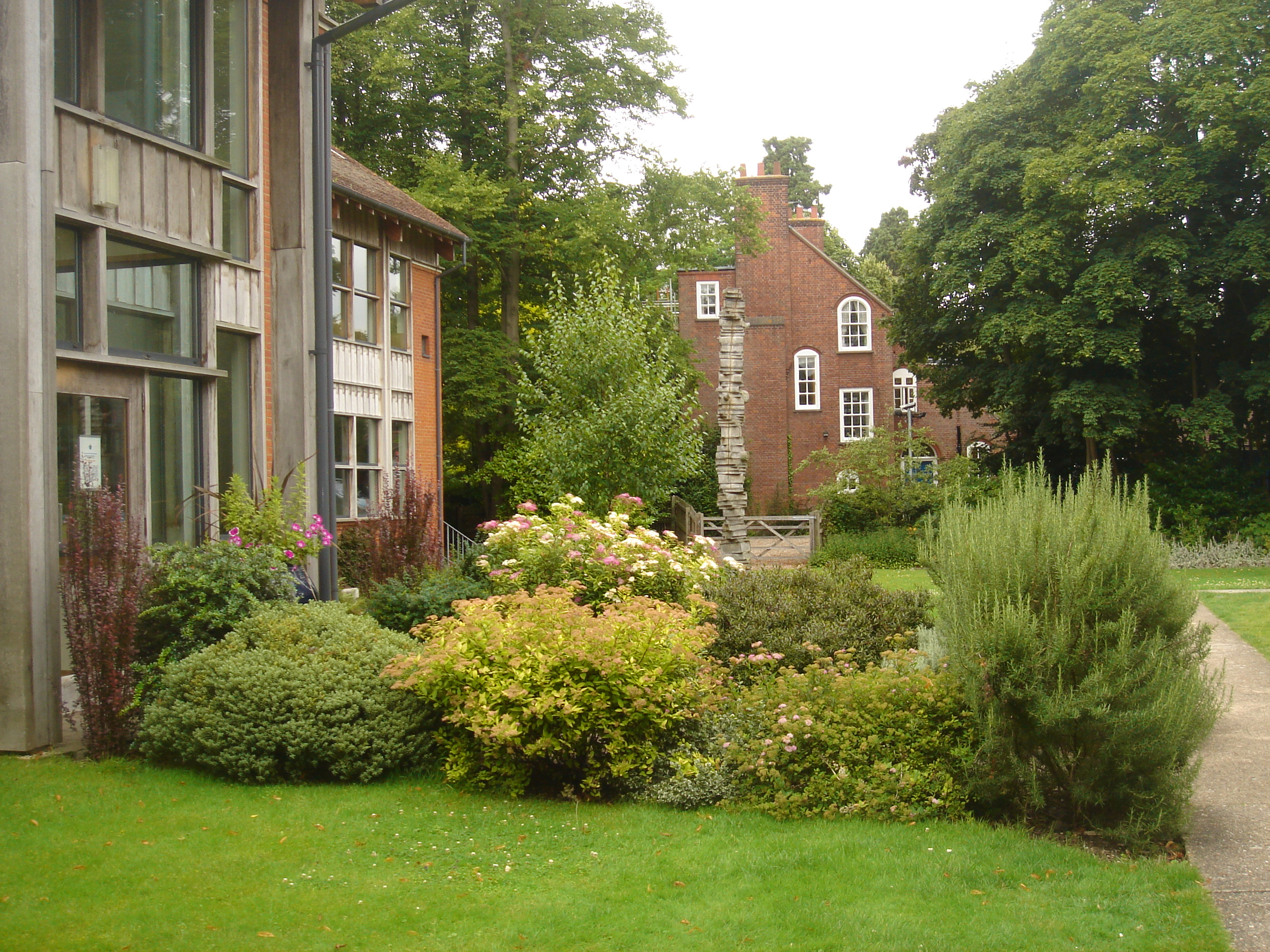
Le Lucy Cavendish College de Cambridge, créé en 1965, est nommé en son honneur

Après la mort de son mari, Lucy Cavendish s'engage en faveur de l'éducation des femmes. Elle est présidente du Yorkshire Ladies Council of Education de 1883 à 1912. Elle décline la proposition d'être mistress du Girton College en 1884. Elle est membre de la Commission royale sur l'enseignement secondaire et membre fondatrice du Conseil de la Girls' Public Day School Company, fondée par son père. Le 6 octobre 1904, elle est faite docteure honoris causa en droit (LL.D) lors de l'inauguration officielle de l'université de Leeds, pour service remarquable à la cause de l'éducation. 
Lucy Cavendish meurt le 22 avril 1925, à l'âge de 83 ans, chez elle, à Penshurst, dans le Kent. Elle est enterrée auprès de son mari dans le caveau familial des Cavendish, à l'église St Peter's d'Edensor (en).
Son journal est publié à titre posthume en 1927, sous le titre The Diary of Lady Frederick Cavendish.

## Hommages et distinctions
- 1904 : docteure honoris causa (LL.D) de l'université de Leeds
- 1965 : le Lucy Cavendish College de Cambridge est nommé en son honneur. Elle est la grand-tante d'une cofondatrice, Margaret Masterman[6].